# Danh sách Nghị quyết của Hội đồng Bảo an Liên Hợp Quốc 1 đến 100
Đây là Danh sách Nghị quyết của Hội đồng Bảo an Liên Hợp Quốc 1 đên 100 được thông qua từ 25/1/1946 đến 27/10/1953.
| Nghị quyết | Ngày       | Bỏ phiếu | Vấn đế quan tâm                                                                     |
| ---------- | ---------- | --- | ----------------------------------------------------------------------------------- |
| 1          | 25/1/1946  | Được thông qua mà không bỏ phiếu                                                                                       | Thành lập Ủy ban Tham mưu Quân sự                                                   |
| 2          | 30/1/1946  | 11–0–0 | Khủng hoảng Iran năm 1946                                                           |
| 3          | 4/4/1946   | 9–0–0 (không biểu quyết hiện tại: Úc; vắng mặt: Liên Xô)                                                               | Quân đội Liên Xô ở Iran                                                             |
| 4          | 29/4/1946  | 10–0–1 (phiếu trắng: Liên Xô)                                                                                          | Lên án chế độ Franco cầm quyền tại Tây Ban Nha                                      |
| 5          | 8/5/1946   | 10–0–0 (vắng mặt: Liên Xô)                                                                                             | Quân đội Liên Xô ở Iran                                                             |
| 6          | 17/5/1946  | 11–0–0 | Các vấn đề về thủ tục liên quan đến gia nhập                                        |
| 7          | 26/6/1946  | Nghị quyết đã được thông qua trong các phần, không bỏ phiếu thông qua toàn bộ văn bản                                  | Lên án chế độ Franco ở Tây Ban Nha, tiếp tục theo dõi tình hình                     |
| 8          | 29/8/1946  | 10–0–1 (phiếu trắng: Úc)                                                                                               | Thông qua Afghanistan, Iceland và Thụy Điển gia nhập                                |
| 9          | 15/10/1946 | 11–0–0 | Thẩm quyền của Tòa án Công lý Quốc tế                                               |
| 10         | 4/11/1946  | 11–0–0 | Xác định Tây Ban Nha không còn bảo đảm sự quan sát của Hội đồng                     |
| 11         | 15/11/1946 | Được thông qua mà không bỏ phiếu                                                                                       | Thụy Sĩ và Tòa án Công lý Quốc tế                                                   |
| 12         | 10/12/1946 | 11–0–0 (các đoạn 1 & 2); "bỏ phiếu chính" (đoạn 3)                                                                     | Liên Hiệp Anh tại Hy Lạp                                                            |
| 13         | 12/12/1946 | 11–0–0 | Siam (Thái Lan) ra nhập                                                             |
| 14         | 16/12/1946 | 9–0–2 (phiếu trắng: Liên Xô, Mỹ)                                                                                       | Điều khoản của Chủ tịch Hội đồng Bảo an                                             |
| 15         | 19/12/1946 | 11–0–0 | Hy Lạp–Albani và Bulgaria–Nam Tư vi phạm biên giới                                  |
| 16         | 10/1/1947  | 10–0–1 (phiếu trắng: Úc)                                                                                               | Thừa nhận việc thành lập Lãnh thổ tự do Trieste                                     |
| 17         | 10/2/1947  | 9–0–2 (phiếu trắng: Ba Lan, Liên Xô)                                                                                   | Các cuộc hành quyết của các tù nhân chính trị ở Hy Lạp, Albania, Bulgaria và Nam Tư |
| 18         | 13/2/1947  | 10–0–1 (phiếu trắng: Liên Xô)                                                                                          | Thành lập Ủy ban quy định và giải trừ vũ khí                                        |
| 19         | 27/2/1947  | 8–0–3 (phiếu trắng: Ba Lan, Syria, Liên Xô)                                                                            | Sự cố Vịnh Corfu                                                                    |
| 20         | 10/3/1947  | 11–0–0 | Xem xét báo cáo của Ủy ban Năng lượng Nguyên tử                                     |
| 21         | 2/4/1947   | 11–0–0 | Quản thác các khu vực chiến lược: Quần đảo Thái Bình Dương của Đức                  |
| 22         | 9/4/1947   | 8–0–2 (phiếu trắng: Ba Lan, Liên Xô; không biểu quyết hiện tại: Liên Hiệp Anh)                                         | Sự cố Kênh Corfu                                                                    |
| 23         | 18/4/1947  | 9–0–2 (phiếu trắng: Ba Lan, Liên Xô)                                                                                   | Mở rộng và tăng Ủy ban liên quan đến "Câu hỏi Hy Lạp"                               |
| 24         | 30/4/1947  | 10–0–1 (phiếu trắng: Úc)                                                                                               | Hungary gia nhập                                                                    |
| 25         | 23/5/1947  | 10–0–1 (phiếu trắng: Úc)                                                                                               | Italy gia nhập                                                                      |
| 26         | 4/6/1947   | 11–0–0 | Thủ tục liên quan đến Tòa án Công lý                                                |
| 27         | 1/8/1947   | Mời Indonesia: 8–0–3 (phiếu trắng: Pháp, Belgium, Liên Hiệp Anh) Mời Philippines: 9–0–2 (phiếu trắng: Ba Lan, Liên Xô) | Cách mạng Dân tộc Indonesia                                                         |
| 28         | 6/8/1947   | 10–0–1 (phiếu trắng: Liên Xô)                                                                                          | Tiểu ban liên quan đến "Câu hỏi Hy Lạp"                                             |
| 29         | 12/8/1947  | Yemen gia nhập, Pakistan gia nhập thông qua 11–0–0                                                                     | Yemen, Pakistan gia nhập                                                            |
| 30         | 25/8/1947  | 7–0–4 (phiếu trắng: Colombia, Ba Lan, Liên Xô, Liên Hiệp Anh)                                                          | Cách mạng Dân tộc Indonesia                                                         |
| 31         | 25/8/1947  | 8–0–3 (phiếu trắng: Ba Lan, Syria, Liên Xô)                                                                            | Ủy ban liên quan đến giải pháp Cách mạng Dân tộc Indonesia                          |
| 32         | 26/8/1947  | 10–0–1 (phiếu trắng: Liên Hiệp Anh)                                                                                    | Lên án bạo lực tiếp tục ở Indonesia                                                 |
| 33         | 27/8/1947  | 10–0–1 (phiếu trắng: Úc)                                                                                               | Rà soát các quan điểm Đại Hội đồng về các quy tắc thủ tục của Hội đồng              |
| 34         | 15/9/1947  | 9–2–0 (chống: Ba Lan, Liên Xô)                                                                                         | Xóa tranh chấp giữa Hy Lạp & Albania và Nam Tư & Bulgaria                           |
| 35         | 3/10/1947  | 9–0–2 (phiếu trắng: Ba Lan, Liên Xô)                                                                                   | Lịch làm việc của ủy ban liên quan đến cuộc cách mạng ở Indonesia                   |
| 36         | 1/11/1947  | 7–1–3 (chống: Ba Lan; phiếu trắng: Colombia, Syria, Liên Xô)                                                           | Kêu gọi các bên liên quan đến Indonesia thực hiện các nghị quyết trước đó           |
| 37         | 9/12/1947  | Được thông qua mà không bỏ phiếu                                                                                       | Thủ tục liên quan đến việc áp dụng các quốc gia thành viên mới                      |
| 38         | 17/1/1948  | 9–0–2 (phiếu trắng: Ukraine, Liên Xô)                                                                                  | Xung đột Ấn Độ, Pakistan và Kashmir                                                 |
| 39         | 20/1/1948  | 9–0–2 (phiếu trắng: Ukraine, Liên Xô)                                                                                  | Đề xuất thành lập ủy ban liên quan đến Ấn Độ, Pakistan và Kashmir                   |
| 40         | 28/2/1948  | 8–0–3 (phiếu trắng: Argentina, Ukraine, Liên Xô)                                                                       | Giám sát tình hình ở Indonesia                                                      |
| 41         | 28/2/1948  | 7–0–4 (phiếu trắng: Colombia, Syria, Ukraine, Liên Xô)                                                                 | Cam kết được ký kết tại Indonesia                                                   |
| 42         | 5/3/1948   | 8–0–3 (phiếu trắng: Argentina, Syria, Liên Hiệp Anh)                                                                   | Yêu cầu được thông báo về tình hình ở Palestine                                     |
| 43         | 1/4/1948   | 11–0–0 | Yêu cầu các đại diện liên quan đến tình hình ở Palestine                            |
| 44         | 1/4/1948   | 9–0–2 (phiếu trắng: Ukraine, Liên Xô)                                                                                  | Kêu gọi một phiên họp đặc biệt của Đại hội đồng liên quan đến Palestine             |
| 45         | 10/4/1948  | 10–0–1 (phiếu trắng: Argentina)                                                                                        | Miến Điện gia nhập                                                                  |
| 46         | 17/4/1948  | 9–0–2 (phiếu trắng: Ukraine, Liên Xô)                                                                                  | Kêu gọi chấm dứt thái độ thù địch tại Palestine                                     |
| 47         | 21/4/1948  | Nghị quyết đã được thông qua trong các phần, không bỏ phiếu thông qua toàn bộ văn bản                                  | Tăng Ủy ban liên quan đến Ấn Độ, Pakistan và Kashmir                                |
| 48         | 23/4/1948  | 8–0–3 (phiếu trắng: Colombia, Ukraine, Liên Xô)                                                                        | Thành lập Ủy ban Sự thật Palestine                                                  |
| 49         | 22/5/1948  | 8–0–3 (phiếu trắng: Syria, Ukraine, Liên Xô)                                                                           | Ra lệnh ngừng bắn ở Palestine                                                       |
| 50         | 29/5/1948  | Nghị quyết đã được thông qua trong các phần, không bỏ phiếu thông qua toàn bộ văn bản                                  | Ra lệnh chấm dứt cuộc xung đột ở Palestine                                          |
| 51         | 3/6/1948   | 8–0–3 (phiếu trắng: Trung Hoa Dân Quốc, Ukraine, Liên Xô)                                                              | Ủy ban liên quan đến Ấn Độ, Pakistan và Kashmir                                     |
| 52         | 22/6/1948  | 9–0–2 (phiếu trắng: Ukraine, Liên Xô)                                                                                  | Xem xét các báo cáo thứ hai và thứ ba từ Ủy ban Năng lượng nguyên tử Liên Hợp Quốc  |
| 53         | 7/7/1948   | 8–0–3 (phiếu trắng: Syria, Ukraine, Liên Xô)                                                                           | Khẳng định khẩn cấp để kéo dài thời gian ngừng bắn ở Palestine                      |
| 54         | 15/7/1948  | 7–1–3 (chống: Syria; phiếu trắng: Argentina, Ukraine, Liên Xô)                                                         | Ngưng bắn ở Palestine                                                               |
| 55         | 29/7/1948  | 9–0–2 (Ukraine, Liên Xô)                                                                                               | Kêu gọi Indonesia và Hà Lan thực thi Hiệp định Renville                             |
| 56         | 19/8/1948  | Nghị quyết đã được thông qua trong các phần, không bỏ phiếu thông qua toàn bộ văn bản                                  | Ngừng bắn tại Palestine                                                             |
| 57         | 18/9/1948  | 11–0–0 | Ám sát Folke Bernadotte                                                             |
| 58         | 28/9/1948  | Được thông qua mà không bỏ phiếu                                                                                       | Thụy Sĩ và Tòa án Công lý Quốc tế                                                   |
| 59         | 19/10/1948 | Được thông qua mà không bỏ phiếu                                                                                       | Ám sát Folke Bernadotte, những nghị quyết trước đây về Palestine                    |
| 60         | 29/10/1948 | Được thông qua mà không bỏ phiếu                                                                                       | Thành lập tiểu ban Palestine                                                        |
| 61         | 4/11/1948  | 9–1–1 (chống: Ukraine; phiếu trắng: Liên Xô)                                                                           | Thỏa thuận ngừng bắn và ủy ban về Palestine                                         |
| 62         | 16/11/1948 | Nghị quyết đã được thông qua trong các phần, không bỏ phiếu thông qua toàn bộ văn bản                                  | Kêu gọi đình chiến tại Palestine                                                    |
| 63         | 24/12/1948 | 7–0–4 (phiếu trắng: Bỉ, Pháp, Ukraine, Liên Xô)                                                                        | Yêu cầu chấm dứt thù địch và thả tù nhân chính trị ở Indonesia                      |
| 64         | 28/12/1948 | 8–0–3 (phiếu trắng: Bỉ, Pháp, Liên Hiệp Anh)                                                                           | Yêu cầu Hà Lan thả các tù nhân chính trị và Tổng thống Indonesia                    |
| 65         | 28/12/1948 | 9–0–2 (phiếu trắng: Ukraine, Liên Xô)                                                                                  | Yêu cầu báo cáo về tình hình ở Indonesia                                            |
| 66         | 29/12/1948 | 8–0–3 (vắng mặt: Ukraine, Liên Xô, Mỹ)                                                                                 | Yêu cầu thực hiện Nghị quyết 61 tại Palestine                                       |
| 67         | 28/1/1949  | Nghị quyết đã được thông qua trong các phần, không bỏ phiếu thông qua toàn bộ văn bản                                  | Kêu gọi thành lập 'Hợp chúng quốc Indonesia'                                        |
| 68         | 10/2/1949  | 9–0–2 (phiếu trắng: Ukraine, Liên Xô)                                                                                  | Nghị quyết Đại hội đồng và Ủy ban về vũ khí thông thường                            |
| 69         | 4/3/1949   | 9–1–1 (chống: Ai Cập; phiếu trắng: Liên Hiệp Anh)                                                                      | Israel gia nhập                                                                     |
| 70         | 7/3/1949   | 8–0–3 (phiếu trắng: Ai Cập, Ukraine, Liên Xô)                                                                          | Các báo cáo liên quan đến sự tin tưởng các khu vực chiến lược                       |
| 71         | 27/6/1949  | 9–0–2 (phiếu trắng: Ukraine, Liên Xô)                                                                                  | Liechtenstein và Tòa án Công lý Quốc tế                                             |
| 72         | 11/8/1949  | Được thông qua mà không bỏ phiếu                                                                                       | Quan sát viên quân sự tại Palestine                                                 |
| 73         | 11/8/1949  | 9–0–2 (phiếu trắng: Ukraine, Liên Xô)                                                                                  | Thỏa thuận đình chiến ở Palestine                                                   |
| 74         | 16/9/1949  | 9–0–2 (phiếu trắng: Ukraine, Liên Xô)                                                                                  | Chuyển giao nghị quyết Ủy ban Năng lượng Nguyên tử cho Đại hội đồng                 |
| 75         | 27/9/1949  | 7–1–3 (chống: Ukraine; phiếu trắng: Cuba, Ai Cập, Liên Xô)                                                             | Hoàn trả cho các quốc gia giúp đỡ các Ủy ban ở Indonesia, Ấn Độ và Pakistan         |
| 76         | 5/10/1949  | 9–1–1 (chống: Ukraine; phiếu trắng: Liên Xô)                                                                           | Chi phí tương lai của các nhà quan sát ở Indonesia                                  |
| 77         | 11/10/1949 | 9–0–2 (phiếu trắng: Ukraine, Liên Xô)                                                                                  | Báo cáo từ Ủy ban về vũ khí quy ước và Đại hội đồng                                 |
| 78         | 18/10/1949 | 9–0–2 (phiếu trắng: Ukraine, Liên Xô)                                                                                  | Báo cáo từ Ủy ban về vũ khí quy ước và Đại hội đồng                                 |
| 79         | 17/1/1950  | 9–0–0 (không biểu quyết hiện tại: Nam Tư; vắng mặt: Liên Xô)                                                           | Ủy ban về vũ khí quy ước và Đại hội đồng                                            |
| 80         | 14/3/1950  | 8–0–2 (phiếu trắng: Ấn Độ, Nam Tư; vắng mặt: Liên Xô)                                                                  | Khen ngợi Ấn Độ, Pakistan và Kashmir cho thỏa thuận ngừng bắn                       |
| 81         | 24/5/1950  | 10–0–0 (vắng mặt: Liên Xô)                                                                                             | Nghị quyết Đại hội đồng 258                                                         |
| 82         | 25/6/1950  | 9–0–1 (phiếu trắng: Nam Tư; vắng mặt: Liên Xô)                                                                         | Chiến tranh Triều Tiên                                                              |
| 83         | 27/6/1950  | 7-1-0 (chống: Nam Tư; không biểu quyết hiện tại: Ai Cập, Ấn Độ, vắng mặt: Liên Xô)                                     | Kêu gọi ngừng hoạt động tại Triều Tiên                                              |
| 84         | 7/7/1950   | 7–0–3 (phiếu trắng: Ai Cập, Ấn Độ, Nam Tư; vắng mặt: Liên Xô)                                                          | Hỗ trợ Hàn Quốc, xác định Bắc Triều Tiên phá vỡ hòa bình                            |
| 85         | 31/7/1950  | 9–0–1 (phiếu trắng: Nam Tư; vắng mặt: Liên Xô)                                                                         | Yêu cầu hỗ trợ Bộ Tư lệnh Liên hợp quốc tại Hàn Quốc                                |
| 86         | 26/9/1950  | 10–0–1 (vắng mặt: Trung Hoa Dân Quốc)                                                                                  | Indonesia gia nhập                                                                  |
| 87         | 29/9/1950  | 7-3-1 (chống: Trung Hoa Dân Quốc, Hoa Kỳ, Cuba; phiếu trắng: Ai Cập)                                                   | Tuyên bố của Cộng hòa Nhân dân Trung Hoa (PRC) xâm chiếm Đài Loan                   |
| 88         | 8/11/1950  | 8-2-1 (chống: Trung Hoa Dân Quốc, Cuba; phiếu trắng: Ai Cập)                                                           | Triệu tập đại diện của PRC có mặt trong cuộc thảo luận về chiến tranh Triều Tiên    |
| 89         | 17/11/1950 | 9–0–2 (phiếu trắng: Ai Cập, Liên Xô)                                                                                   | Khiếu nại về trục xuất người Palestine                                              |
| 90         | 31/1/1951  | 11–0–0 | Loại bỏ Chiến tranh Triều Tiên khỏi chương trình nghị sự của Hội đồng               |
| 91         | 30/3/1951  | 8–0–3 (phiếu trắng: Ấn Độ, Liên Xô, Nam Tư)                                                                            | Miễn nhiệm đại diện LHQ tại Ấn Độ, Pakistan và bổ nhiệm mới                         |
| 92         | 8/5/1951   | 10–0–1 (phiếu trắng: Liên Xô)                                                                                          | Kêu gọi ngừng bắn ở Palestine                                                       |
| 93         | 18/5/1951  | 10–0–1 (phiếu trắng: Liên Xô)                                                                                          | Thỏa thuận đình chiến chung ở Trung Đông                                            |
| 94         | 29/5/1951  | 11–0–0 | Thẩm phán Tòa án Công lý Quốc tế qua đời và bầu mới                                 |
| 95         | 1/9/1951   | 8–0–3 (phiếu trắng: Trung Hoa Dân Quốc, Ấn Độ, Liên Xô)                                                                | Phê phán Ai Cập trong cuộc xung đột Ả Rập-Israel                                    |
| 96         | 10/11/1951 | 9–0–2 (phiếu trắng: Ấn Độ, Liên Xô)                                                                                    | Tuyên bố của Ấn Độ và Pakistan về định cư hòa bình ở Kashmir                        |
| 97         | 30/1/1952  | Không có chi tiết của phiếu bầu                                                                                        | Giải thể Ủy ban Vũ khí quy ước                                                      |
| 98         | 23/12/1952 | 9–0–1 (phiếu trắng: Liên Xô; không biểu quyết hiện tại: Pakistan)                                                      | Kêu gọi đàm phán giữa Ấn Độ và Pakistan                                             |
| 99         | 12/8/1953  | Được thông qua mà không bỏ phiếu                                                                                       | Thẩm phán Tòa án Công lý Quốc tế từ chức và bầu mới                                 |
| 100        | 27/10/1953 | 11–0–0 | Đình chỉ công việc trong khu phi quân sự ở Palestine                                |